# 층층장구채
층층장구채(Silene macrostyla)는 한국 북부의 산지에 나는 여러해삭이풀이다. 높이는 1m가량이다. 뿌리는 목질화되어 굵고, 줄기는 밀생한다. 짧은 털이 있다. 잎은 어긋나며 피침형, 피침상 선형이고 잎겨드랑이에 잎이 밀생한 짧은 가지가 나온다. 꽃은 줄기 끝과 잎겨드랑이에 달리는 취산꽃차례이며, 흰색으로 올라갈수록 꽃자루가 짧아진다. 꽃받침은 짧은 원통형으로 길이 6㎜가량 되고, 끝이 5갈래지며 가장자리는 막질이다. 꽃잎은 5장으로 피침형이다. 꽃받침의 길이와 비슷하며, 수술 10개, 암술대 3개이다. 열매는 삭과로 넓은 타원형으로 6개로 갈라진다.